# Slovenska cerkev (Dobrač)
T. i. Slovenska cerkev (nemško Windische Kapelle, 'vendska kapela') na Dobraču v Občini Čajna na avstrijskem Koroškem je posvečena Marijinemu vnebovzetju. Ime jo razlikuje od druge cerkve na gori, to je t. i. Nemška cerkev.
Kapela je bila zgrajena leta 1690 od graščaka na gradu Wasserleonburg, Baronu von Semler, kot izpolnitev zaobljube. Po drugi legendi naj bi cerkev darovala gospa Semmler, lastnica istega gradu, potem ko je njen gluhonem sin spregovoril, za kar je prosila Marijo mati božjo.
Do leta 1760 je cerkev pripadala fari Šentjur na Zilji, od tedaj pa spada pod župnijo v Čačah.
Kapela ima absido na 3/8 in jo nosijo oporniki. Zahodna vrata ima kamniti okvir z reliefom, na vratih pa piše „FCVA 1825“. Sodobni fresko, ki predstavlja črno Madono je naslikala Helga Druml.
V notranjosti cerkve najdemo floralne ornamente z začetka 18. stoletja. Na marmornatem oltarju najdemo marmornati kip Matere božje.

### Linki
- Kirche auf der Webseite des Bundesdenkmalamtes Arhivirano 2016-05-15 na Wayback Machine.